# The Shard

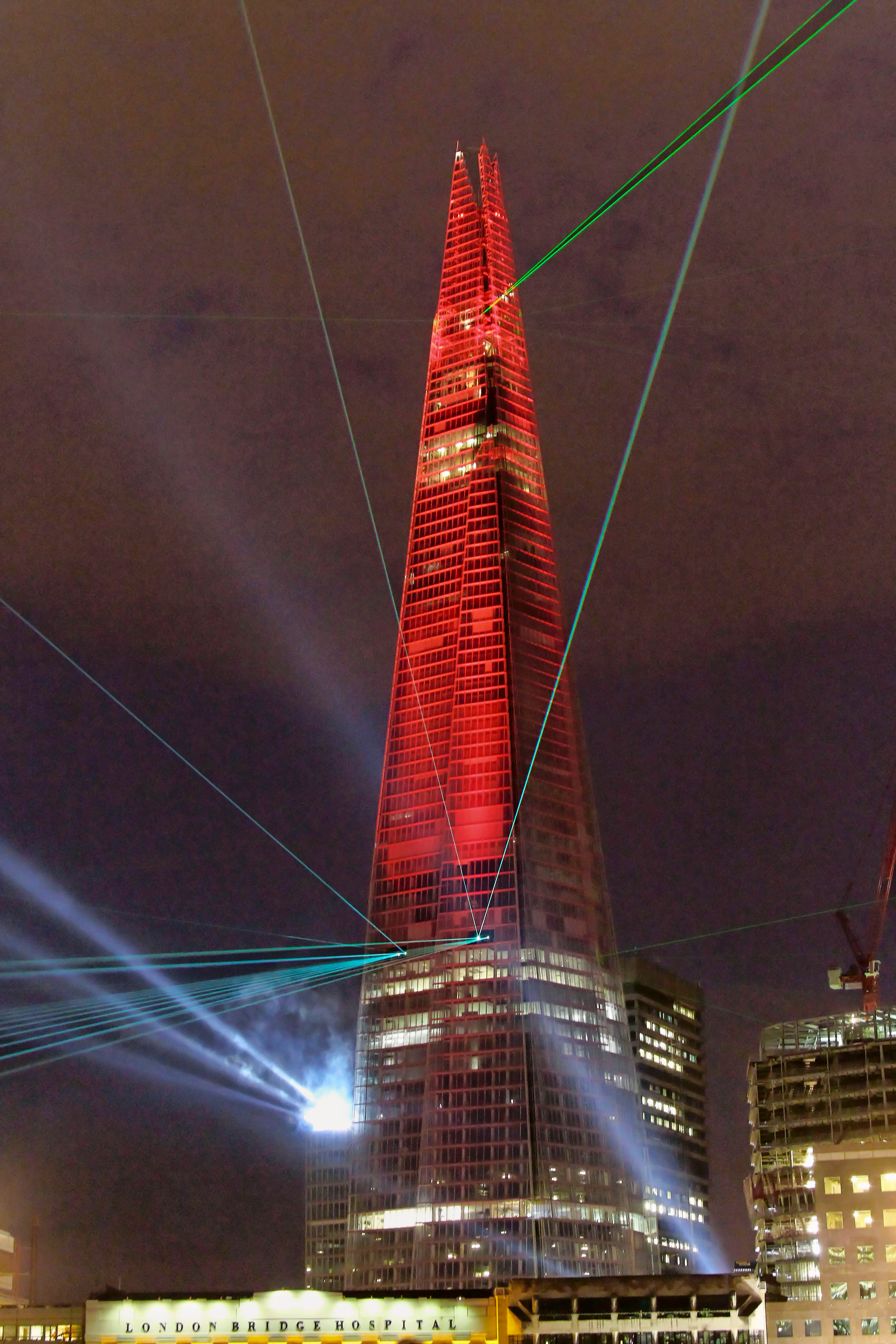
2012

«Ска́лка» (англ. The Shard, попередні назви — Shard London Bridge, London Bridge Tower, the Shard of Glass, 32 London Bridge) — 95-поверховий (72 житлові) хмародер в Лондоні, Англія, висота якого становить 309 метрів. Будівництво було розпочате у 2009 і завершене у 2012 році.

## Планування будівництва
У 2002 році, після протестів місцевої влади й захисних організацій міста (Royal Parks Foundation і English Heritage), Джон Прескотт, який посів пізніше посаду заступника прем'єр-міністра, направив запит до адміністрації прем'єр-міністра з приводу проєкту хмародеру «Скалка». 19 листопада 2003 року на запит надійшла відповідь, що підтвердила схвалення будівництва.
У вересні 2007 почалася підготовка до знесення офісного комплексу Southwark Towers, на місці якого планувалося побудувати хмародер. Проте, в тому ж місяці стан фінансових ринків поставив проєкт під загрозу скасування, як раніше — проєкт хмародеру Index.
У листопаді 2007 року генпідрядником будівництва стала компанія Mace, яка виграла контракт з фіксованою вартістю не більше £ 350 млн. Проте, до жовтня 2008 ця ціна зросла до £ 435 млн.
Знесення офісного комплексу Southwark Towers був завершене на початку 2009 року. Тоді ж почалося будівництво нового хмародеру.
95-поверховий хмародер, спроєктований італійцем Ренцо Піано, складається з понад 800 сталевих деталей, 500-тонний шпиль був піднятий лебідкою. У будівлі близько 11000 шибок.
Після завершення будівництва хмародер «Скалка» став найвищим у Великій Британії та Європейському союзі і залишався таким до моменту виходу Великої Британії з ЄС у 2020 році.

## Будівництво

### Цікаві Факти
- Кран, за допомогою якого будувалися верхні поверхи будівлі, був найвищим у Великій Британії. Його можна було пересунути по стіні будівлі до самої вершини.

Будівництво верхніх поверхів будівлі кілька разів довелося зупиняти через сильний вітер.
- Будівництво хмародеру викликало бурхливу громадську дискусію через свого впливу на зовнішній вигляд Лондона. ЮНЕСКО навіть розглядало питання про включення лондонського Тауера в список об'єктів Всесвітньої спадщини, що знаходяться під загрозою, але авторам проєкту вдалося переконати громадськість в тому, що хмародер принесе місту більше користі, ніж шкоди.

- Краєвид на Лондон, що відкривається з верхнього оглядового майданчика хмародеру, досі був доступний тільки людям, що пролітають над містом на вертольоті.

- Температура на вершині будівлі на кілька градусів нижче, ніж на землі.

- Якщо кожен відвідувач будівлі буде платити за вхід 20 фунтів, будівництво Shard окупиться через 10 років.